# Pieter van der Does

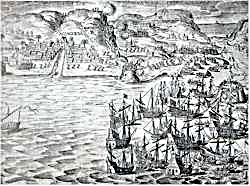
Ataque de Van dar Does a la ciudad de Las Palmas de Gran Canaria. Grabado holandés del.

Pieter van der Does (Leiden, 1562-isla de Santo Tomé, 24 de octubre de 1599) fue un marino y militar neerlandés.

## Biografía
En 1586 se convirtió en superintendente de la flota holandesa que participó en la lucha contra la Armada española en 1588. En 1587, fue agente judicial y prefecto de la Junta del Agua de Renania, y en 1588 juez en Leiden. El mismo año, resultó herido durante el asedio de Geertruidenberg.
El 23 de diciembre de 1588 fue nombrado vicealmirante de Holanda y poco después maestro general de artillería. En 1594, fue herido durante el asedio de Groninga. En 1597, fue el primero en ocupar el cargo de vicealmirante del Almirantazgo de Rótterdam y, en 1599, el de vicealmirante del Almirantazgo de Ámsterdam.
En mayo de 1599 los Estados Generales de los Países Bajos le otorgaron el mando de una flota de 74 buques de guerra, con insignia en el Orangieboom, y nueve compañías de 200 soldados, con un total 12 000 hombres. La armada se agrupaba en tres escuadras, cada una con insignia naranja, blanca y azul, respectivamente: la escuadra naranja la comandaba el propio Pieter van der Does; la escuadra blanca estaba bajo las órdenes de Jan Gerbrantsz; la azul llevaba como vicealmirante a Cornelis Geleyntsz van Vlissingen. 
La intención de la flota era asestar un duro golpe a los españoles, cortando las comunicaciones entre España y sus territorios de ultramar, capturando cuantos barcos españoles se pusieran a su alcance. Sin embargo, tras zarpar del puerto de Flesinga el 28 de mayo de 1599, fue de fracaso en fracaso. 
Se dispuso a atacar la costa norte española, pero hallando La Coruña y Cádiz sobre aviso y preparadas para resistir su ataque, fracasó. Abandonó la península ibérica y se dirigió a las islas Canarias. La flota holandesa se lanzó sobre la ciudad de Las Palmas de Gran Canaria, en la isla de Gran Canaria, el 25 de junio de 1599, conquistándola el 28. Los isleños abandonaron la ciudad y se reagruparon en el interior de la isla, recibiendo el refuerzo de un destacamento de la vecina isla de Tenerife. Van der Does transmitió una oferta de capitulación al gobernador en funciones, teniente Pamochamoso, exigiendo un tributo de 40 0000 ducados de oro de una sola vez y de 10 000 ducados cada año, a cambio de la libertad de los habitantes de la isla. Esta oferta fue rechazada por Pamochamoso, lo cual decidió a van der Does a ordenar la conquista de la isla. El sábado 3 de julio, una columna compuesta por 4000 hombres y al mando del general Darcal se dirigió al interior de la isla, con el propósito de capturar a las autoridades de la misma. La columna sufrió una emboscada de tropas insulares muy inferiores en número, teniendo que retirarse desordenadamente después de perder más de 100 hombres, incluyendo al oficial al mando y a un alférez.
Ante el temor de sufrir el asedio de las tropas insulares, el 4 de julio las tropas holandesas abandonan la ciudad y se refugian en su flota anclada en el puerto, pero antes saquean e incendian la ciudad. El día 8 de julio la flota holandesa leva anclas y abandona la isla, dejando tras de si unos 1400 muertos. Este es el ataque pirata más importante en la historia de dicha ciudad y de Canarias. A continuación, la armada saqueó la isla de La Gomera.
Entonces se dividió en dos: 35 naves retornaron a su patria bajo las órdenes de Jan Gerbrantsz, con destino a las colonias españolas del Caribe, mientras las demás prosiguieron la campaña con Van der Does en la costa africana. El almirante holandés se dirigió a la portuguesa isla de Santo Tomé, en el Golfo de Guinea, donde se apoderó sin mayor dificultad de la población fortificada de Pavoasán, obteniendo un gran botín consistente en 100 piezas de artillería, 1900 cajas de azúcar, 1400 colmillos de elefante, mucho algodón y otras mercaderías.
Sin embargo, los neerlandeses también se encontraron con la malaria, que se cobró en torno a 1800 vidas, entre ellas la del propio Pieter van der Does.
Por el número de bajas y los discretos logros obtenidos, la empresa fue un rotundo fracaso. Incluso, de vuelta a casa y a la vista de Flesinga, uno de los galeones de la expedición, diezmado por la malaria, fue capturado tras un breve combate por una galera española. El botín, valorado en 30 000 libras, ni siquiera compensó los gastos de la expedición, y, para colmo, resultó que una tercera parte del mismo era propiedad de empresas de las Provincias Unidas. Otra buena parte era propiedad de venecianos, a los que hubo que indemnizar.